# Aldo Cavalli
 Aldo Cavalli  nació el 16 de octubre de 1946, en Maggianico di Lecco (LC) Italia; arzobispo titular de Vibo, es actualmente el nuncio apostólico (embajador de la Santa Sede) en los Países Bajos.

## Formación
Realizó los estudios en el Seminario menor de Bérgamo, y los de Teología en el Pontificio Seminario Romano Mayor.
Fue ordenado sacerdote en Bérgamo el 18 de marzo de 1971. Desde 1971 a 1975 desarrolló su actividad pastoral como Profesor de Letras en el Seminario menor de Bérgamo, frecuentando al mismo tiempo la facultad de ciencias políticas y sociales de la Universidad Católica del Sagrado Corazón de Milán.
En 1975 fue enviado por el obispo a la Academia Pontificia Eclesiástica, donde permaneció durante cuatro años hasta 1979. Es licenciado en Teología y Derecho Canónico y graduado en Ciencias Políticas y Sociales.

## Actividad diplomática
En 1979 fue enviado a la nunciatura apostólica en Burundi, como secretario de esa misma nunciatura. Permaneció en Burundi durante cuatro años y en 1983 fue llamado a colaborar en la Secretaría de Estado de la Santa Sede.
Desempeñó su labor en la Ciudad del Vaticano hasta 1996, cuando el papa Juan Pablo II lo nombró nuncio apostólico en Angola y Sao Tomé e Príncipe.
Recibió la ordenación episcopal en la catedral de Bérgamo el 26 de agosto de 1996 de manos del cardenal Angelo Sodano, Secretario de Estado.
Permaneció en el cargo de representante de papa en Angola y Sao Tomé hasta el 26 de junio de 2001, cuando Juan Pablo II lo nombró nuncio apostólico en Chile.
El 29 de octubre de 2007 fue nombrado por Benedicto XVI nuncio apostólico en Colombia.
Fue designado el 16 de febrero de 2013 como nuncio apostólico en Malta por el papa Benedicto XVI.
El 21 de marzo de 2015, el  papa Francisco lo designó nuncio apostólico en los Países Bajos, dejando la nunciatura de Malta y Libia en sede vacante. 

### Títulos
| Predecesor: Luigi Ventura    | Nuncio Apostólico en Chile 26 de junio de 2001 -29 de octubre de 2007       | Sucesor: Giuseppe Pinto          |
| Predecesor: Beniamino Stella | Nuncio apostólico en Colombia 29 de octubre de 2007 - 16 de febrero de 2013 | Sucesor: Ettore Balestrero       |
| Predecesor: Luigi Conti      | Nuncio apostólico en Malta 29 de octubre de 2013                            | Sucesor: Mario Roberto Cassari   |
| Predecesor: André Dupuy      | Nuncio apostólico en los Países Bajos 21 de marzo de 2015                   | Sucesor: Actualmente en el cargo |

- Datos: Q444367
- Multimedia: Aldo Cavalli / Q444367